# Ниобе (крайцер ПВО)
„Ниобе“ (на немски: Niobe) e германски крайцер за противовъздушна отбрана (според съветската класификация; съгласно класификацията на Кригсмарине – „тежка противовъздушна артилерийска плаваща батарея“), преоборудван от трофейния нидерландски учебно-артилерийски кораб „Хелдерланд“: бившият едноименен бронепалубен крайцер (според класификацията, приета във военния флот на Руската империя – бронепалубен крайцер 2-ри ранг) от типа „Холанд“ (в съветските и последващите им руски източници обичайно се нарича броненосец за брегова отбрана „Хелдерланд“). Действа на Балтийско море.

## История на службата до 1944 г.
Построен е в корабостроителницата Fijenoord в Ротердам като един от шесте малки бронепалубни крайцера от типа „Холанд“ (на нидерландски: Hollandklasse). Спуснат е на вода през 1898 г. Първоначално е предназначен за далечна крайцерска служба. Намира се в бойния състав на нидерландския военноморски флот до 1920 г. и поради неутралитета на Нидерландия не взема участие в бойните действия на Първата световна война.
През 1920 г. крайцерът е прекласифициран в учебно-артилерийски кораб, в качеството на какъвто остава до капитулацията на Нидерландия пред Германия във Втората световна война на 14 май 1940 г.
До 1943 г. немците не предприемат каквито и да е опити да използват кораба, след което решават да го преоборудват в тежка противовъздушна артилерийска плавбатарея с пълната замяна на артилерийското въоръжение, поставянето на радиолокационна станция, циментиране на горната палуба и провеждането на някои други работи. Получавайки новото си име „Ниобе“, в чест на богинята от древногръцката митология Ниоба, корабът вторично влиза в строй – вече под германски флаг – на 16 март 1944 г.

## Гибел
Службата на кораба в новото му поприще се оказва много кратка. На 16 юли 1944 г. той е потопен от ВВС на червенознаменния Балтийски флот на СССР във финладското пристанище Котка. Първите две атаки срещу плаващата батарея са предприети от 30 пикиращи бомбардировача Пе-2 на 12-ти гвардейски пикировъчно-бомбардировъчен авиационен полк на ВВС на Балтийския флота съпровождани от 24 изтребителя Як-9 още на 12 юли – деня като „Ниобе“ е открит в Котка. Но тези атаки се оказват като цяло безуспешни – преки попадения, а корабът не получава и каквито и да е значими повреди, макар по него да са пуснати около 70 бомби.
В резултат командващия ВВС на Балтийския флот генерал-лейтенантът от авиацията М. И. Самохин и щаба на ВВС на флота в течение на три дни планират и подготовят операцията „Ураган“, предназначена специално за унищожаването на финския броненосец за брегова отбрана „Вяйнямьойнен“, за който според резултатите на разузнаването е взет, независимо от възраженията на извършилите разузнаването летци и дешифровчиците на получените фотографии, „Ниобе“. За участие в нападението е планирано да се привлекат 142 самолета, но реално вземат участие 137 машини от осем авиационни полка на пет рода авиация от ВВС на флота.
В първата ударна група влизат 22 пикиращи бомбардировача Пе-2 (две групи по 11 самолета) на 12-ти гвардейски пикировъчно-бомбардировъчен авиационен полк в съпровождение на 18 изтребителя Як-9. Всеки пикировач носи по 2 бомби ФАБ-250 (според други данни – по 2 ФАБ-250 и 2 ФАБ-100). Командирът на ударната група пикировачи е Героят на Съветския съюз подполковникът от гвардията В. И. Раков, а на изтребителите от прикритието – подполковник П. И. Павлов. Втора ударна група – 4 топмачтовика A-20G Havoc (в съветските източници погрешно – А-20ДО) от 51-ви минно-торпеден авиационен полк (водещ групата – подполковник И. Н. Пономаренко) и 6 изтребителя за съпровождане Як-9. Всеки топмачтовик носи по 2 бомби ФАБ-1000 (авиационни торпеда не се използват поради плиткоководието). Подсигуряващите сили се състоят от групи: за подавление на зенитната артилерия в района на целта (23 Ил-2), съпровождение на бомбардировачите и щурмовиците (30 Як-9 и 24 ЛаГГ-3), за „измитане“ на изтребителите на противника (според съвременната терминология – за „завоюване на локално господство във въздуха“) от района на целта (16 Ла-5), за демонстративен удар и насочване на топмачтовиците (6 Пе-2), а също така за фотоконтрол на резултатите от удара (6 Як-9Р). Общото бомбово натоварване на всички бомбардировачи и щурмовици, участващи в операцията, съставя 38 тона. Всички групи се командват непосредствено от командирите на полковете или техните заместитници по полетната част.
Според съветските данни ударната група Пе-2, първият ешелон на която излиза на целта в 16 часа 52 минути, постига четири преки попадения с бомби ФАБ-250. Още 12 ФАБ-250 детонират във водата в непосредствена близост от кораба. Няколко авиобомби, пуснати от щурмоваците и пикировачите на демонстративния удар също се взривяват близо до плаващата батарея. В резултат на това – получавайки тежки повреди, „Ниобе“ полупотъва с крен на левия борд от приблизително 40°. Според германските данни първата сериозна повреда плавбатареята получава от попадение само на 10 кг осколочна авиобомба АО-10, пусната от щурмовик Ил-2 и която унищожава 105-мм универсално артилерийско оръдие с боекомплекта (който детонира) и неговия разчет (което има като следствие и пожар). Топмачтовиците откриват вече повредения кораб. В 17 часа 3 самолета A-20G пускат върху плавбатареята 6 бомби ФАБ-1000, две от които попадат в средната и кърмовата части на кораба съответно. На плавбатареята избухват силни взривове, и само след 8 минути нейният командир заповядва да се напусне кораба. В 18 часа и 40 минути „Ниобе“ потъва. Загубите на ВВС на Балтийския флот в хода на 8 минутното нападение са само 1 самолет свален и 4 повредени.
Според немските данни, на 16 юли 1944 г. „Ниобе“ се намира в своята оперативна зона североизточно от Котка при източното крайбрежие на остров Халенсаари и е подложен на масирано нападение от съветската авиация, в което вземат участие 8 „Бостъна“ (А-20), 52 Пе-2 и 42 Ил-2 под прикритието на 30 ЛаГГ-3. Между 15 часа и 45 минути и 16 часа и 20 минути по берлинско време те атакуват „Ниобе“ на няколко последователни групи от юг, от страната на слънцето, от височини 100 – 5000 м (всъщност топмачтовиците действат от височина 30 м,), използвайки авиационни бомби, авиационни торпеда и бордовото картечно-оръдейно въоръжение.
| „                       | От рапорта на командира на кораба: „Първото попадение (бомба АО-10 на Ил-2) е в 105-мм оръдейна установка № 7. След взрива на боезапаса оръдейният ствол е изхвърлен от лафета и пада зад борда, целият негов разчет загива. Започналият пожар веднага е ликвидиран от пристигналата спасителна партия. Скоро следва попадение на ФАБ-100 на Пе-2 в 105-мм оръдие — целият разчет, оръдието и боезапасът са унищожени. Независимо от това, корабът запазва боеготовност и води активен заградителен огън, сваляйки 3 самолета Пе-2. Последват две попадения от ФАБ-250 във вентилационната тръба на машинното отделение и две — на ФАБ-100 — по носа и в кърмовата батареи. Управлението на огъня е напълно нарушено, след това командирите на оръдията водят огън самостоятелно. Те успяха да свалят още 7 самолета. Много бомби падат около „Ниобе“, предизвиквайки големи загуби сред личния състав от осколъци. След това четири бомбардировача „Бостън“, от много малка височина, пускат торпеда, две от които попадат в десния борд на „Ниобе“, след което корабът получава силен крен. Борбата на екипажа за кораба става безнадеждна. Само една четирицевна 20-мм зенитна установка на кърмата може да води огън“. | “ |
| Потопяването на „НИОБЕ“ | |   |

В 16 часа и 8 минути по берлинско време командирът на „Ниобе“ заповядва на екипажа (от който загиват и изчезват безследно (фактически също загиват) 63 души и още 83 човека са ранени) да напуснат кораба.
„Ниобе“ става най-големият германски боен кораб, самостоятелно потопен от съветската авиация в хода на Великата Отечествена война на СССР.
Това, че през 1944 г. в Котка е потопен не „Вяйнямьойнен“, а „Ниобе“, става ясно едва през 1947 г., когато броненосецът „Вяйнямьойнен“ е открит ця и невредим, тъй като според условията на Парижкия мирен договор Финландия се лишава от правото да има в състава на своя флот броненосци, то „Вяйнямьойнен“ е продаден от Финландия на съветското правителство.
А останките на плавбатареята „Ниобе“ девет години лежат полупотопени в залива на Котка, докато не е изваден и разкомплектован за срап през 1953 г.

## Критика на операцията
През 2000 г. съветският и руски военноморски историк В. Д. Доценко излиза с твърдението, че за унищожаването на „Ниобе“ са отделени неоправдано много самолети. Обаче това твърдение е до голяма степен спорно. За времената на Втората световна война общото правило в случай на атака на авиацията над голям боен кораб, добре защитен със средства за ПВО (а „Ниобе“, освен собствената зенитна артилерия, се защитава от още 12 зенитни артилерийски батареи на ПВО военноморската база Котка, в която се намира) се състои в това, че ударните самолети за изпълнение на задачата никога не са прекалено много – следва да се обръща внимание само на това, че да не са недостатъчно на брой. Например, за унищожаването на линейният кораб „Ямато“ през април 1945 г. ВВС на Флота на САЩ използват 386 ударни самолета.
Разбира се, „Ниобе“ е доста далеч от „Ямато“, но цифрата 55 ударни самолета срещу крайцер за ПВО и 12 брегови зенитни батареи на този фон не е изглежда вече неоправдано голяма.

## Коментари
1. ↑  В Кригсмарине корабното или катерното автоматично оръжие с калибър до 28 мм включително официално се смята за отнасящо се към категорията на картечниците.
2. ↑  В. Д. Доценко счита, че малокалибрената зенитна артилерия на плавбатереята „Ниобе“ е представена от 25 40 mm трофейни зенитни автоматични оръдия в единични и многостволни артилерийски установки, обаче това не се подтвърждава от други източници (включая документи от немските архиви).
3. ↑  По-известни като „Бостън“.
4. ↑  Всичко немците претендират, по този начин, за унищожаването — при безуспешния опит за отрзяване на нападението срещу плавбатареята — на 10 съветски самолета: в пъти повече, отколкото са реалните безвъзвратни загуби на ВВС на Балтийския флот в тази операция.
5. ↑  По-голям, отколкото е „Ниобе“, е учебният линеен кораб на Кригсмарине „Шлезиен“ (SMS Schlesien) довършен от ВВС на Балтийския флот вече след получаването на тежка повреда в резултат от взрив върху авиационна дънна мина, поставена от авиацията на Бреговото командване на Кралските ВВС на Великобритания.